# Frits Van den Berghe

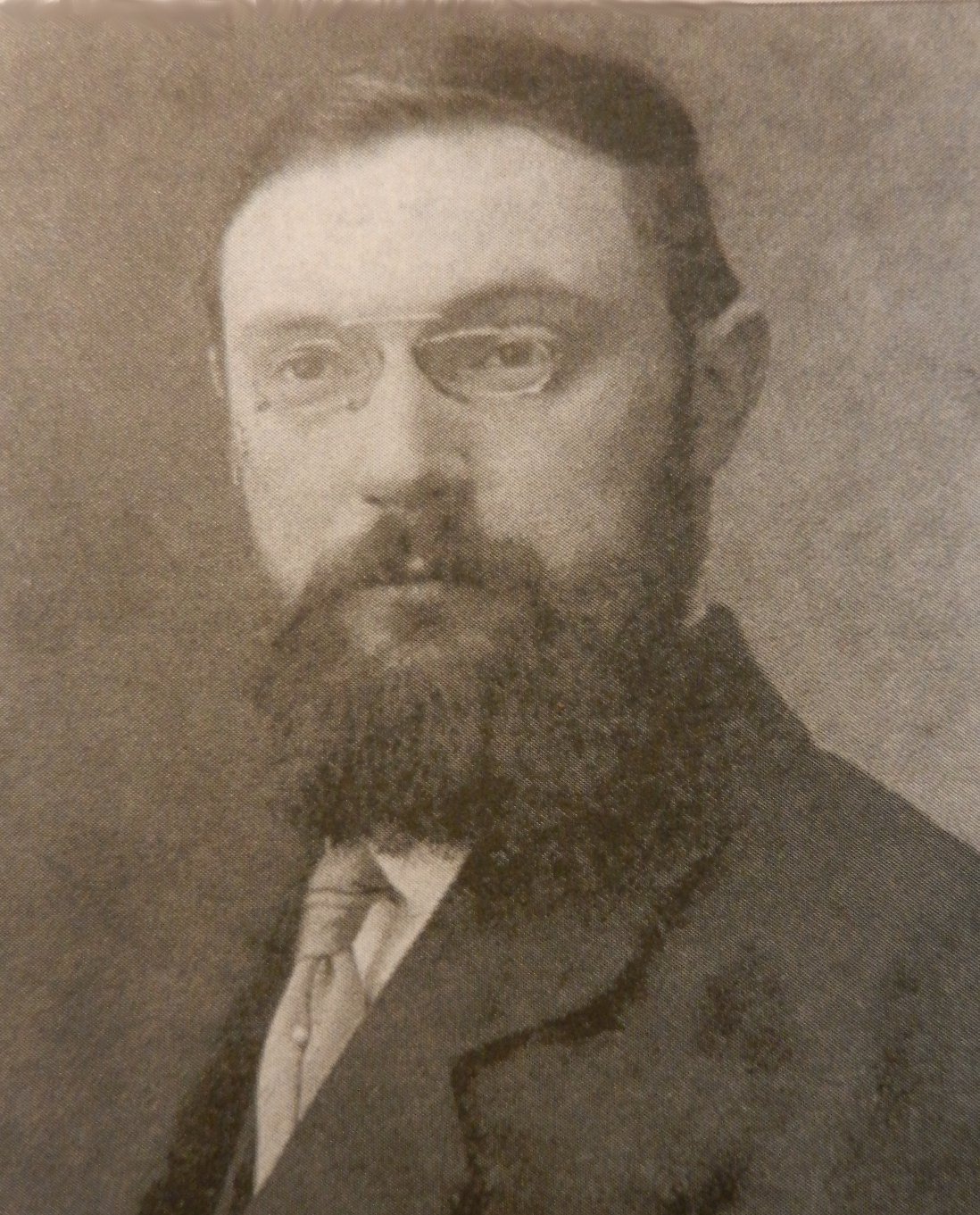
Portret van Frits van den Berghe, 1915

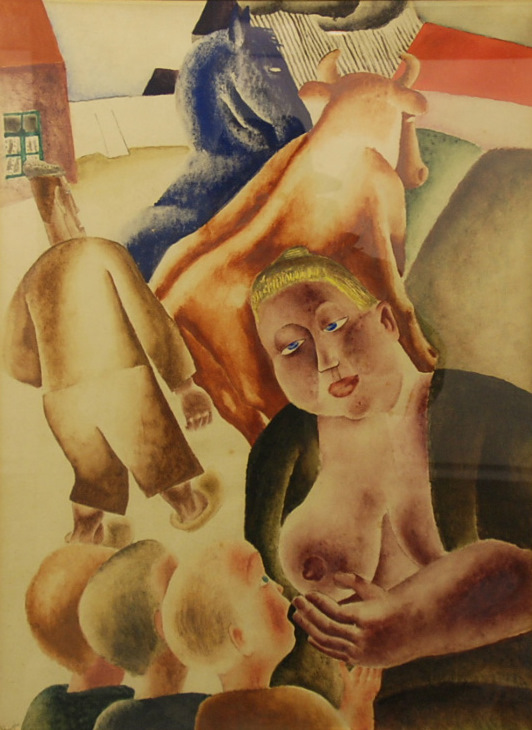
Vruchtbaarheid, Kunstmuseum aan Zee, Oostende

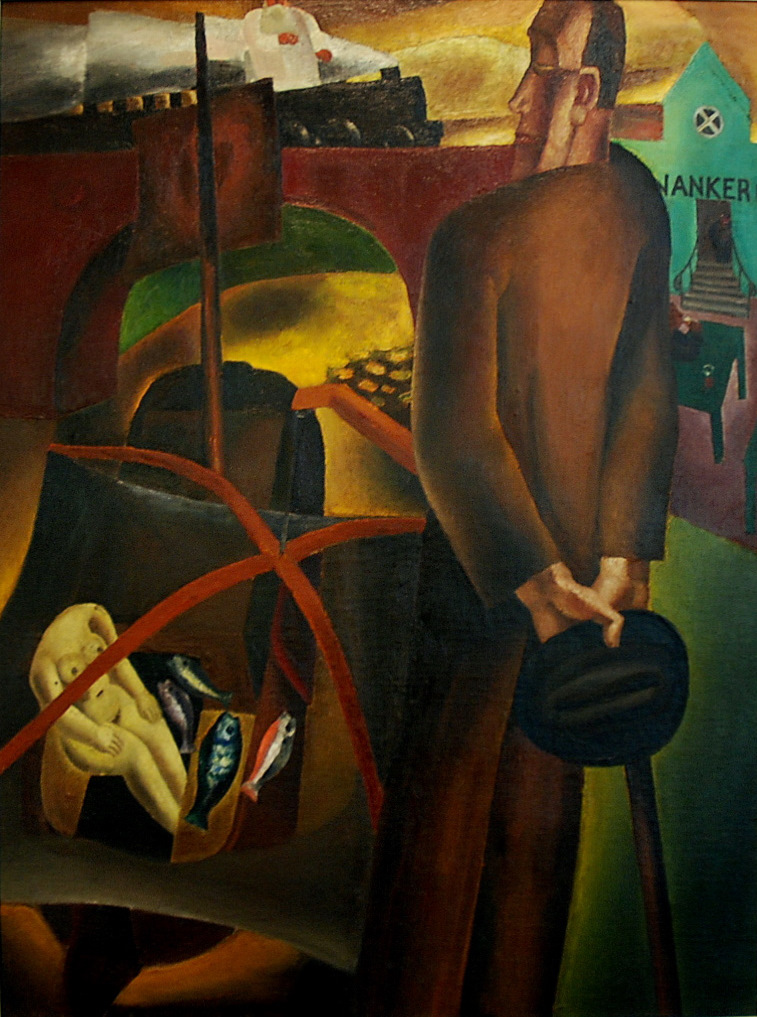
Eeuwige zwerver, vagebond, 1925, Kunstmuseum aan Zee, Oostende

Frits Van den Berghe (Gent, 3 april 1883 – aldaar, 23 september 1939) was een Vlaams kunstschilder.

## Biografie
Van den Berghe werd geboren te Gent. Hoewel vandaag algemeen erkend als meester van het Vlaamse expressionisme en het fantastisch surrealisme, bracht hij aanvankelijk fijngevoelige impressionistische werken, met opvallend symbolistische inslag.
Op aandringen van Alfons Dessenis verhuisde hij in 1902 naar Sint-Martens-Latem. In 1906 sloot hij er vriendschap met Albert Servaes, Gustaaf De Smet en Constant Permeke. Hier zou het Latemse expressionisme geboren worden. Van den Berghe werd de wellicht meest cerebraal ingestelde schilder van de Latemse expressionisten.
In 1907 trouwde hij met Elvira Van Houtte. Het gezin zou twee dochters krijgen, Yolande en Edith. In datzelfde jaar werd hij docent aan de Gentse academie. Een verhouding met de Gentse actrice Stella van de Wiele stuurde echter een harmonieus gezinsleven in de war en had een negatieve invloed op zijn kunst.
Tijdens de Eerste Wereldoorlog kwam zijn expressionisme volledig tot ontwikkeling, toen hij met De Smet in Amsterdam, Blaricum en Laren verbleef. Daar ontstond een stijlverwantschap met de donkere visie van de Franse Henri Le Fauconnier, de Nederlandse Jan Sluyters en de Duitse houtsnijder Heinrich Campendonk. Ook de freudiaanse psychoanalyse liet haar eerste sporen na.
In 1922 woonde Van den Berghe een tijd samen met De Smet en Permeke aan de Kaaistraat te Oostende. Daar stelden zij vast dat Permeke tijdens zijn verblijf in Engeland een gelijkaardige stijlevolutie had doorgemaakt. Enkele maanden later vestigden De Smet en Van den Berghe zich aan de Leie, eerst in Bachte-Maria-Leerne, daarna in de Malpertuis-villa te Afsnee, gehuurd door de galerijhouder Paul-Gustave Van Hecke. Daarvoor had hij, uit geldnood, een wasserijtje uitgebaat, wat op een catastrofe was uitgedraaid. Van den Berghe bereikte in Afsnee, omringd door het gezin De Smet, zijn expressionistisch hoogtepunt.
Na de ineenstorting van de Brusselse kunstwereld in 1928 werd hij vast illustrator bij het Gentse socialistische dagblad Vooruit. Hij bleef er tot zijn dood. Intussen was zijn harde expressionistische stijl uitgegroeid tot een fantastisch surrealisme, waarbij hij irreële droombeelden en groteske hallucinaties in vaak opvallende kleurengamma's suggereerde. Hij had de vitaliteit en de sensualiteit van het expressionisme verzoend met de verfrissende, inventieve methode van het surrealisme.
Het centrale thema in zijn omvangrijk oeuvre is steeds de mens geweest in zijn tragische onvolkomenheid en afhankelijkheid.
Van den Berghe stierf op 56-jarige leeftijd te Gent.

## Tentoonstellingen
- 1927, Hamburg, Kunsthalle, Europäische Kunst der Gegenwart, Zentenaraustellung des Kunstvereins Hamburg (cat. 1 - 2)

In het Brusselse Paleis voor Schone Kunsten (1962) en in het Centraal Museum te Utrecht (1984) gingen er overzichtstentoonstellingen door van het werk van de kunstenaar.
In 1999, 60 jaar na de dood van de kunstenaar, vond te Oostende in het PMMK een overzichtstentoonstelling van zijn werk plaats. De expositie bakende zijn positie in nationaal en internationaal verband af. Men legde verbanden naar werk van collega's zoals Pierre Bonnard, Edvard Munch, Jan Sluijters, Gustave De Smet, Leo Gestel, Ossip Zadkine, Jozef Cantré, René Magritte, Giorgio de Chirico, Egon Schiele en Max Ernst. Men belichtte de veelzijdigheid van de kunstenaar door een rijke selectie te tonen van zijn werk als illustrator voor verschillende kranten en tijdschriften, waaronder de Vooruit. Verder schonk men aandacht aan zijn relatie met galerijhouder en mecenas Paul-Gustave Van Hecke en kunstcriticus André de Ridder.
In het Museum Dhondt-Dhaenens te Deurle zijn werken van hem te zien, onder meer Vissers aan de Leie. Op dit doek (zie foto) heeft hij zijn vrienden Constant Permeke en Gustave De Smet (met hoed en pijp) afgebeeld. Op de achtergrond zit Marieke, de vrouw van Permeke.

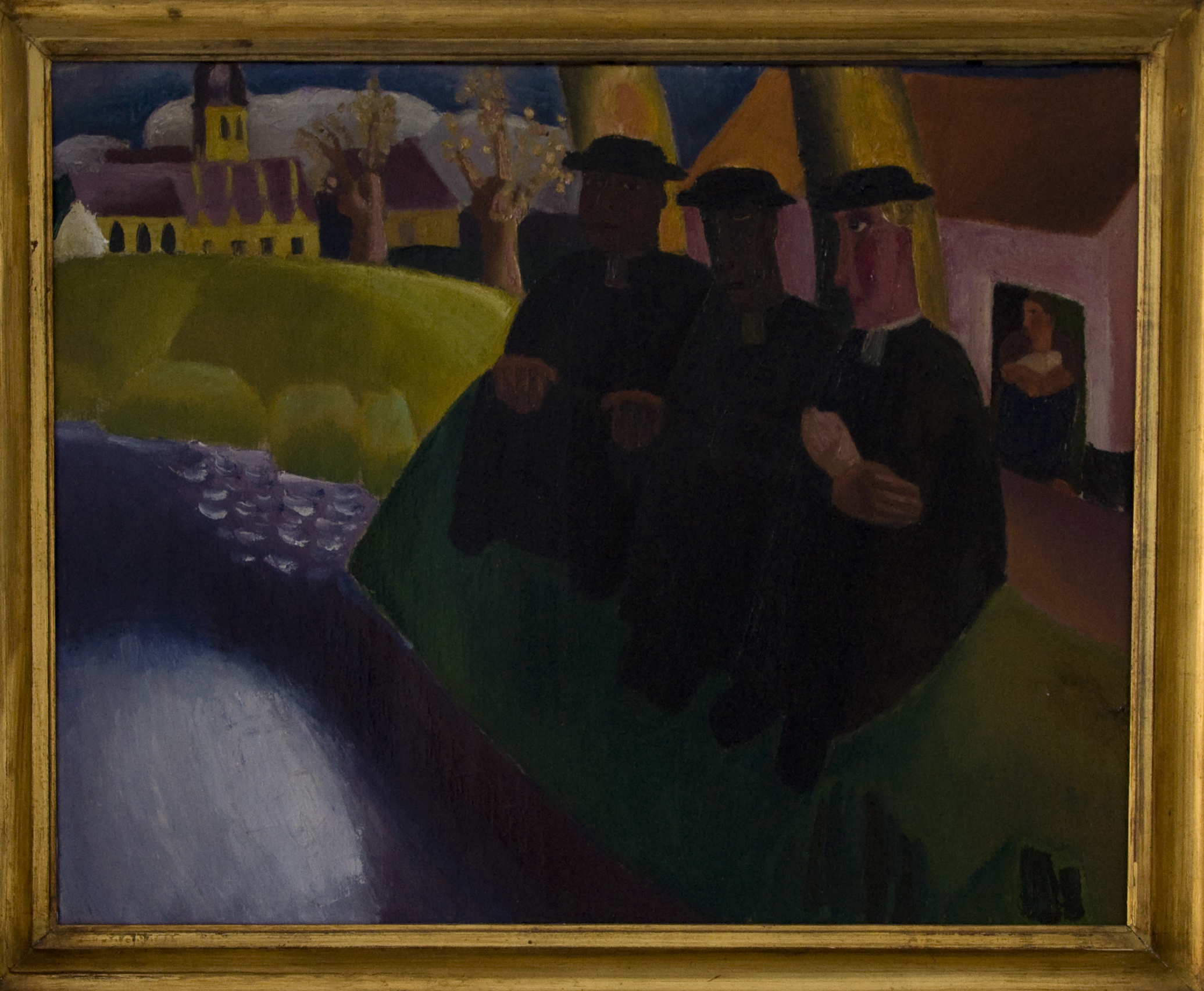
Vissers aan de Leie (1923)

## Publieke collecties
Werken van Frits Van den Berghe zijn opgenomen in de openbare collecties van:
- Museum De Fundatie in Zwolle
- Museum voor Schone Kunsten (Gent)
- Museum Dhondt-Dhaenens in Deurle

## Monografieën
- André De Ridder, Paul-Gustave Van Hecke e.a, Frits Van den Berghe, cahier 12 uit de reeks Les cahiers de Sélection, Antwerpen, 1931
- Emile Langui, Frits Van den Berghe, teekenaar, Gent, 1933
- Paul-Gustave Van Hecke, Frits Van den Berghe, Antwerpen, 1948
- Emile Langui, Frits Van den Berghe 1883-1939, Brussel, 1966
- Emile Langui,  Frits Van den Berghe 1883-1939. De mens en zijn werk, Mercatorfonds, Antwerpen, 1968
- Hilde De Bruyne, Frits Van den Berghe. Stilistische studie van zijn grafisch oeuvre, Gent 1977, RUG
- Anne Marie Musschoot, Yves T'Sjoen, Joost De Geest, Frits Van den Berghe en Richard Minne. Stripverhalen 1931-1935, Brussel, 1996
- Piet Boyens, Frits Van den Berghe, Antwerpen, 1999

- Bibliothèque nationale de France: cb14969513d (data)
- Digitale Bibliotheek voor de Nederlandse Letteren: berg049
- Gemeinsame Normdatei: 118658387
- International Standard Name Identifier: 0000 0000 8143 8223
- Library of Congress Control Number: n79070119
- Musée national d'archéologie, d'histoire et d'art: lkl000872
- Nationale bibliotheek van Australië: 35969097
- Nationale Bibliotheek van Israël: 987007271062605171
- Nederlandse Thesaurus van Auteursnamen: 068947747
- RKD-Nederlands Instituut voor Kunstgeschiedenis: 79202
- SNAC: w6hq45dp
- Système universitaire de documentation: 068719140
- Trove: 1167487
- Union List of Artist Names: 500029175
- Virtual International Authority File: 64197012
- WorldCat: E39PBJyCJWVvhjHCy7VvH77CQq